# Nagasaki
Nagasaki (長崎市, Nagasaki-shi) és la capital i la ciutat més gran de la Prefectura de Nagasaki. Està localitzada al sud-oest de la costa de Kyushu, la més meridional de les quatre illes més importants del Japó. Fou un centre d'influència europeu en el Japó medieval després de la Restauració Meiji, que va permetre sortir de l'aïllacionisme i començar una nova era d'obertura i modernització al país. Nagasaki va ser una de les bases més importants de l'Armada Imperial Japonesa, tant durant la Primera Guerra Sinojaponesa, com en la Guerra Russo-Japonesa. La ciutat, durant la Segona Guerra Mundial, es convertí en la segona (i última, fins avui dia) ciutat on es llençà una bomba nuclear, per part de l'exèrcit dels Estats Units d'Amèrica.
Nagasaki descansa al cap d'una llarga badia, que forma un dels ports naturals més bonics de l'illa de Kyushu. Cap al final de la badia, en una esplanada, es troba la zona comercial i l'àrea residencial de la ciutat. Una muntanya divideix dos rius que formen les dues valls on la ciutat està situada. La zona més densament construïda de la ciutat no arriba a ocupar uns 7 quilòmetres quadrats.
El 2004, la població de la ciutat era de 447.419 habitants, i la superfície que ocupa és de 338,72 quilòmetres quadrats, fent que sigui una de les ciutats amb una densitat de població més baixa, sobretot comparant-la amb les altres ciutats japoneses (1101 hab./km²).

## Geografia

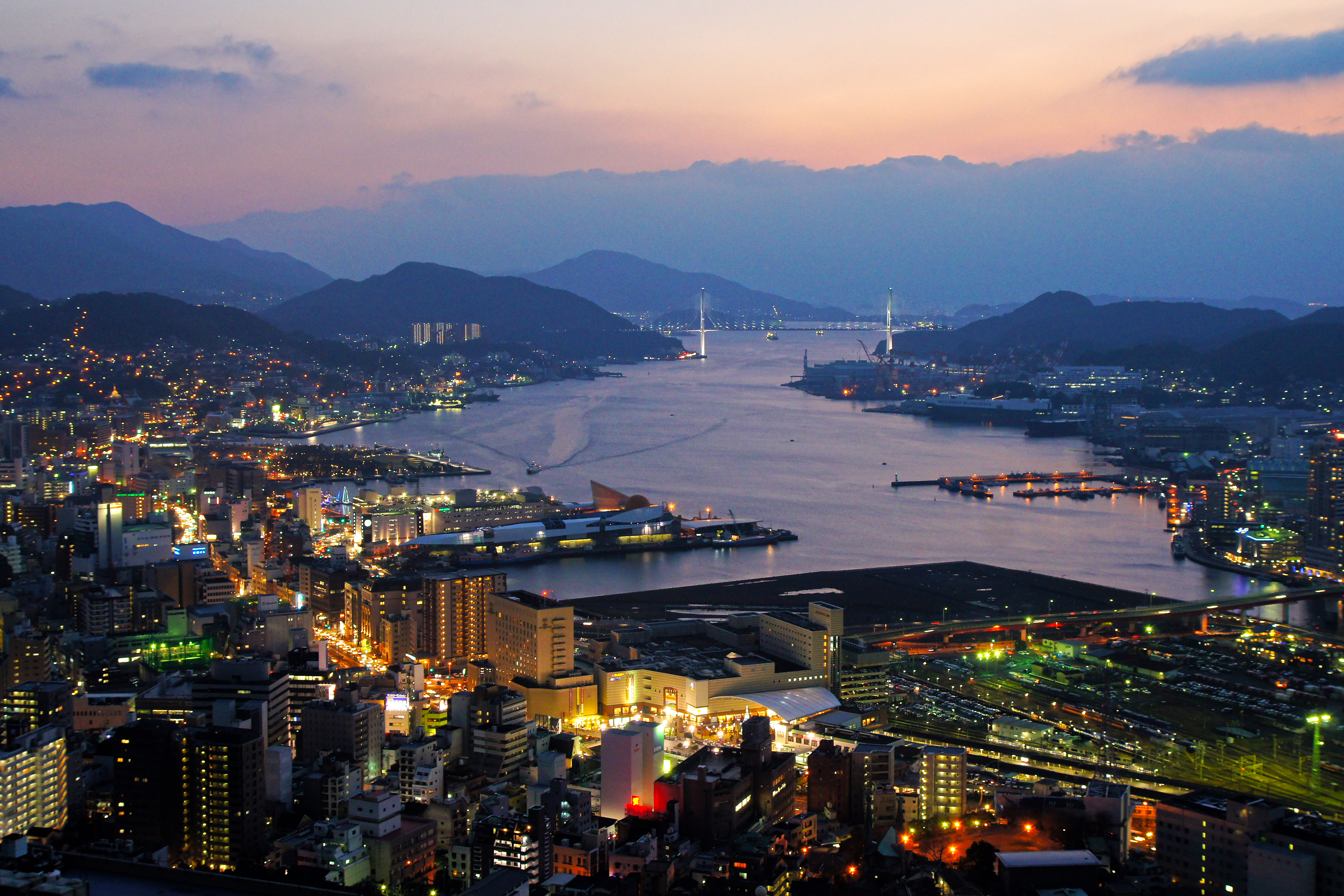
Vista nocturna de la badia de Nagasaki des del mont Konpira

Les penínsules de Nagasaki i Nishi-Sonogi es troben dins del terme municipal de Nagasaki. El municipi limita amb les ciutats d'Isahaya i Saikai i les viles de Togitsu i Nagayo, al districte de Nishi-Sonogi.
Nagasaki es troba al principi d'una llarga badia que forma el millor port natural de l'illa de Kyūshū. La principal àrea comercial i residencial de la ciutat es troba a una xicoteta plana prop de la fi de la badia. Dos rius dividits per una muntanya formen les dues principals valls sobre les quals s'assenta la ciutat. El centre urbà, fortament urbanitzat, es troba circumscrit a una extensió de terreny de vora 10 quilòmetres quadrats.

### Clima
La ciutat de Nagasaki té el típic clima subtropical humit de Kyūshū i Honshū i que es caracteritza per hiverns suaus i per estius llargs, calents i humits. Després de Kanazawa i Shizuoka, Nagasaki és la ciutat més humida del Japó. A l'estiu, la combinació entre la calor persistent i l'elevada humitat resulta en un ambient incòmode, amb temperatures que acostumen a superar els 26 graus cèlsius. A l'hivern, no obstant, Nagasaki és més seca i assolellada que la ciutat de Gotō, a l'est, i les temperatures són lleugerament més suaus que a l'interior de Kyūshū. Des que començaren els registres l'any 1878, el mes més humit ha estat el juliol de 1982 amb 1.178 mil·límetres i 555 mil·límetres en un sol dia; i el mes més sec ha estat el setembre de 1967 amb només 1,8 mil·límetres. Les precipitacions tenen lloc durant tot l'any, però l'hivern és l'estació més seca i el pic de pluges es troba al juny i el juliol. L'agost és el mes més càlid de l'any a Nagasaki. El 24 de gener de 2016 es registrà una nevada de 17 centimetres.

### Barris
- Sector Central (中央総合事務所)[2]

- Centre (中央)
- Kogakura (小ヶ倉)
- Kosakaki (小榊)
- Fukuda (福田)
- Shikimi (式見)
- Nishi-Urakami (西浦上)
- Nameshi (滑石)
- Mogi (茂木)

- Sector Oriental (東総合事務所)[3]

- Higashi-Nagasaki (東長崎)
- Himi (日見)

- Sector Meridional (南総合事務所)[4]

- Doinokubi (土井首)
- Fukahori (深堀)
- Kōyagi (香焼)
- Iōjima (伊王島)
- Takashima (高島)
- Sanwa (三和)
- Nomozaki (野母崎)

- Sector Septentrional (北総合事務所)[5]

- Kinkai (琴海)
- Mie (三重)
- Sotome (外海)

## Història

### Edat medieval

Imatge japonesa de St. Francesc Xavier

Fundada abans del 1500, Nagasaki era una vila de poca importància fins que, amb l'arribada dels europeus, cap al 1542, quan una nau portuguesa encallà accidentalment en algun lloc de la prefectura de Kagoshima. El missioner jesuïta Sant Francesc Xavier també arribà al Japó, en una altra part del territori el 1549, però se n'anà a la Xina el 1551, i morí poc després. Els seguidors seus que continuaren al Japó, convertiren uns quants daimyo (senyors feudals) al cristianisme. El més notable d'aquests daimyo va ser Omura Sumitada, que va aprofitar la seva conversió per treure'n gran profit econòmic, i va rebre una porció del comerç del port que les naus portugueses establiren (amb la seva ajuda) a Nagasaki, l'any 1571.
La petita vila portuària aviat es convertí en una ciutat, i els productes portuguesos importats a través de Nagasaki (productes com el tabac, el pa, la tempura, els teixits, i un tipus de pastís esponjós portuguès anomenat "castellas") van ser aviat assimilats dintre de la cultura popular japonesa. A més, els portuguesos també els venien productes que portaven de la Xina.
Degut a la inestabilitat que es visqué al país en els següents anys, Sumitada i el líder jesuïta Alexandro Valignano, van concebre un pla per crear un control de pas administratiu, sota el control dels jesuïtes. Després d'un breu període cap al 1580, on la ciutat de Nagasaki serà una colònia jesuïta, amb poder administratiu i militar, el 1587, Toyotomi Hideyoshi, un daimyo no cristià, unificarà el país arribant a Kyushu. Conscient de la gran influència cristiana al sud del Japó, així com el paper arrogant que els jesuïtes estan tenint en el tema polític, Toyotomi Hideyoshi ordena expulsar tots el missioners, i passarà a controlar la ciutat sota les seves ordres directes. Els cristians, tant japonesos com estrangers, van ser perseguits, i el 1596 Hideyoshi va crucificar-ne 26, per prevenir qualsevol intent d'usurpació de poder. Molts dels habitants de Nagasaki, però, van continuar practicant el culte cristià. A pesar d'això, els mercaders portuguesos no van ser molestats, i a més, la ciutat va continuar el seu desenvolupament.
El 1603, quan Tokugawa Ieyasu arriba al poder, el cristianisme està tolerat, però amb força recels. Molts daimyo cristians eren importants aliats a la Batalla de Sekigahara, i la posició de Tokuhara no era suficientment forta per poder atacar-los. Però després que el castell d'Osaka fos pres, i que Toyotomi Hideyoshi fos assassinat, el domini de Tokugawa estava assegurat. A més, els holandesos i els anglesos comerciaven sense tenir cap intenció d'imposar la seva religió, i els holandesos demostraren que el seu interès era simplement comercial quan dispararen contra els cristians en la rebel·lió de 1637 succeïda a Shibamara, demostrant el seu suport al shogunat. La citada rebel·lió de Shimabara fou un dels últims intents dels cristians per mantenir la llibertat de religió al país, i tingué com a resposta l'acció militar més gran que visqué el Japó fins a la restauració Meiji, succeïda a la segona meitat del segle xix.

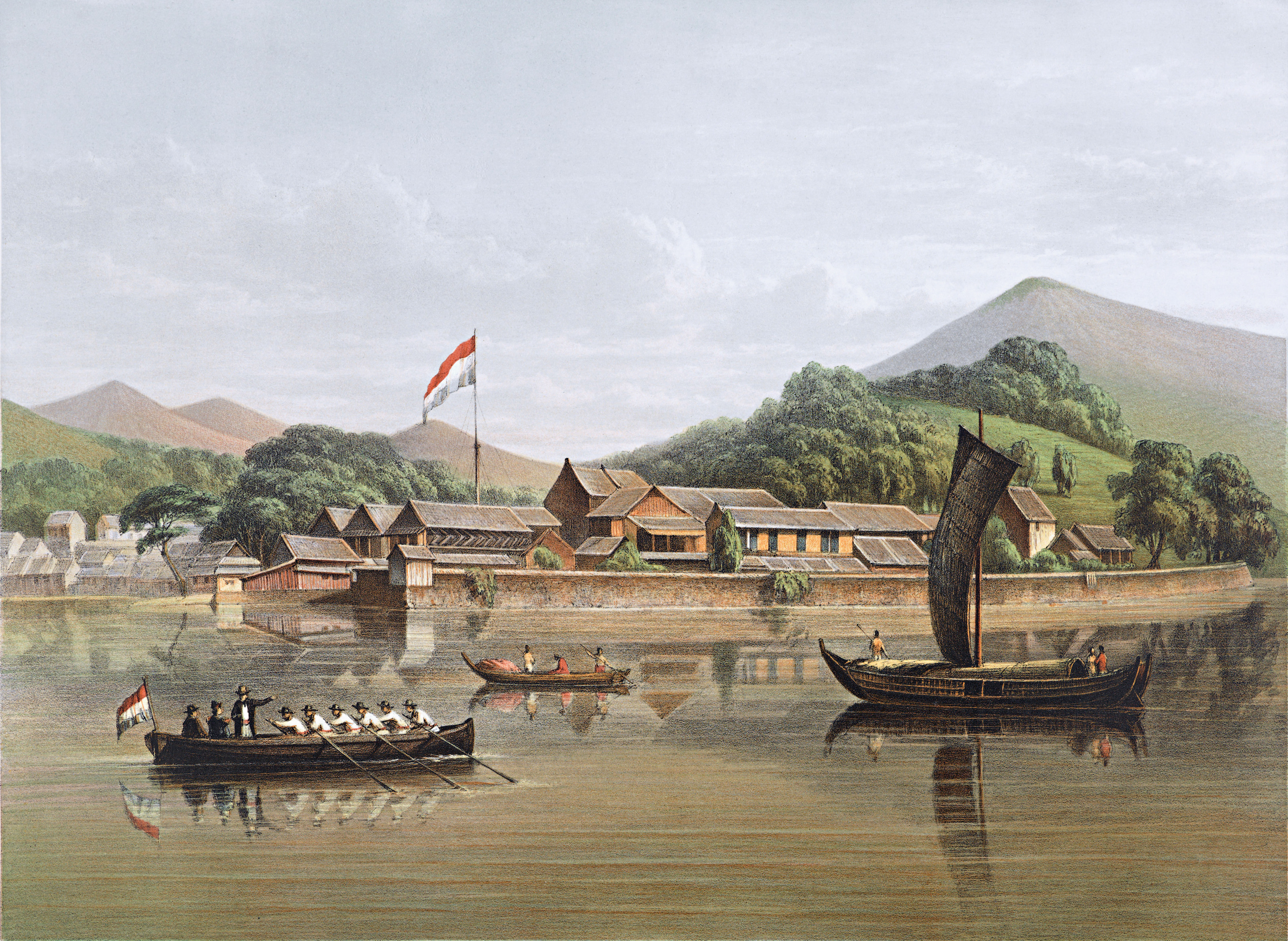
Estampa de Dejima (segle XIX)

Aquesta rebel·lió de Shimbara serà utilitzada, pel shogunat Tokugawa, com a propaganda per a convèncer que les influències estrangeres eren pitjors del que en un principi s'hauria pogut imaginar. El 1641, com a recompensa per la seva ajuda, s'atorgà als holandesos una illa artificial anomenada Dejima, a la badia de Nagasaki, com a base d'operacions. Nagasaki serà, des de llavors fins al 1855, l'únic lloc on el Japó permetrà tenir contacte amb l'exterior. Una altra cosa a tenir en compte d'aquesta època és que el 1720 s'acabarà la prohibició sobre els llibres holandesos, i conseqüentment, Nagasaki rebrà una onada d'estudiosos de rangoku, o ensenyament holandès.
Durant el període Edo, la ciutat serà governada pel shogunat Tokugawa.

### Edat moderna

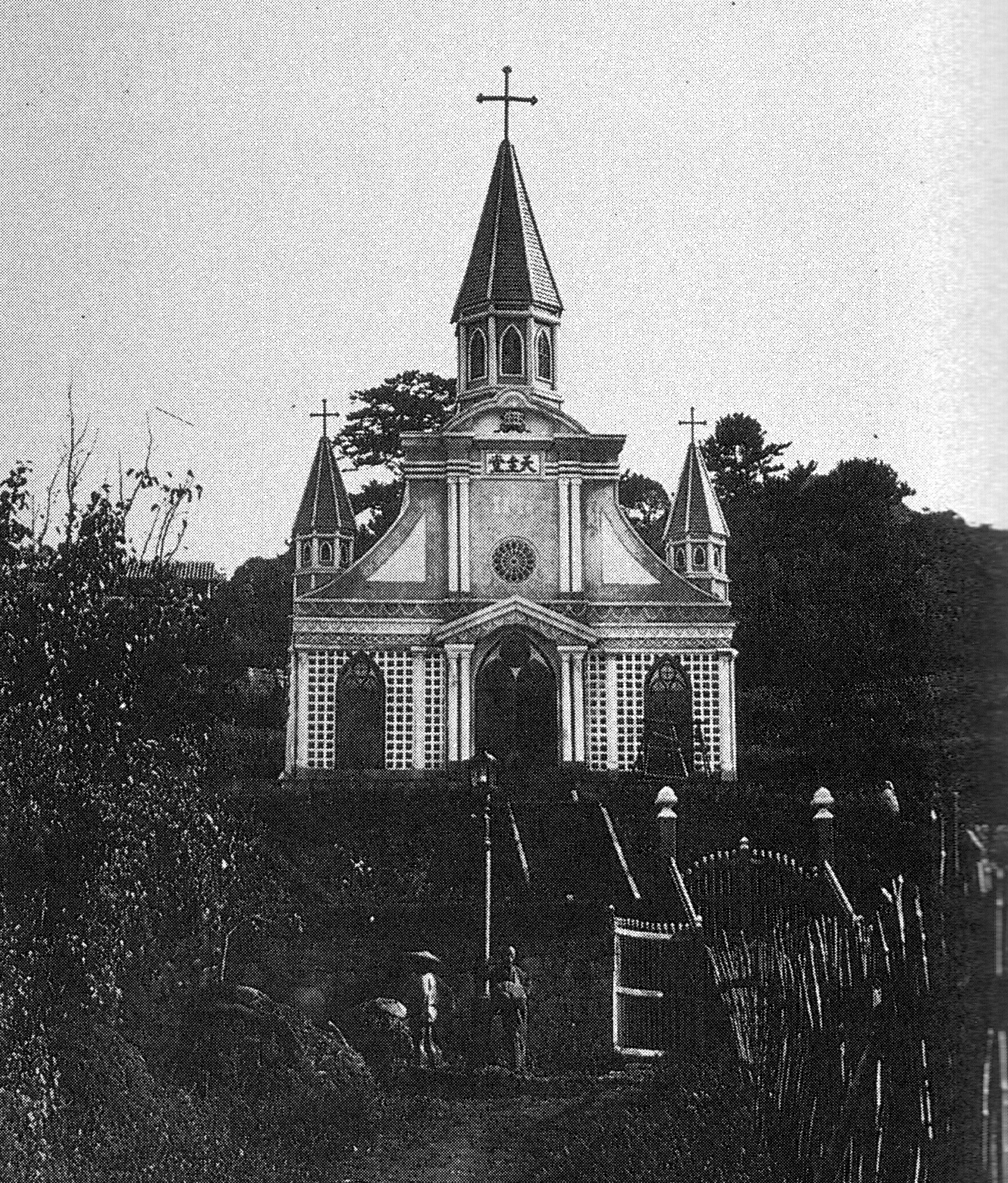
Basílica d'Ōura (1864)

Després que Matthew Perry (oficial i capità de marina nord-americà) arribà al Japó i el forci a obrir-se als països occidentals, amb la signatura del Tractat de Kanagawa el 31 de març de 1854, Nagasaki es converteix en port lliure i començarà una modernització el 1868, després de la caiguda del shogunat. També en aquest època es torna a permetre la llibertat religiosa, tornant la presència pública del catolicisme amb el nou impuls dels missioners europeus, els quals es sorprenen molt en trobar-se que els catòlics japonesos havien conservat la seua fe, els coneguts com a Kakure Kirishitan.
Amb la Restauració Meiji, Nagasaki aconseguirà un cert domini econòmic, amb la indústria de construcció de vaixells i naus com la més important. Aquest fet contribuirà, durant la Segona Guerra Mundial, a fer que sigui un dels possibles objectius pel llançament d'una bomba atòmica, ja que en les seves drassanes i factories es construeix bona part de la flota naval japonesa.

### Època Contemporània

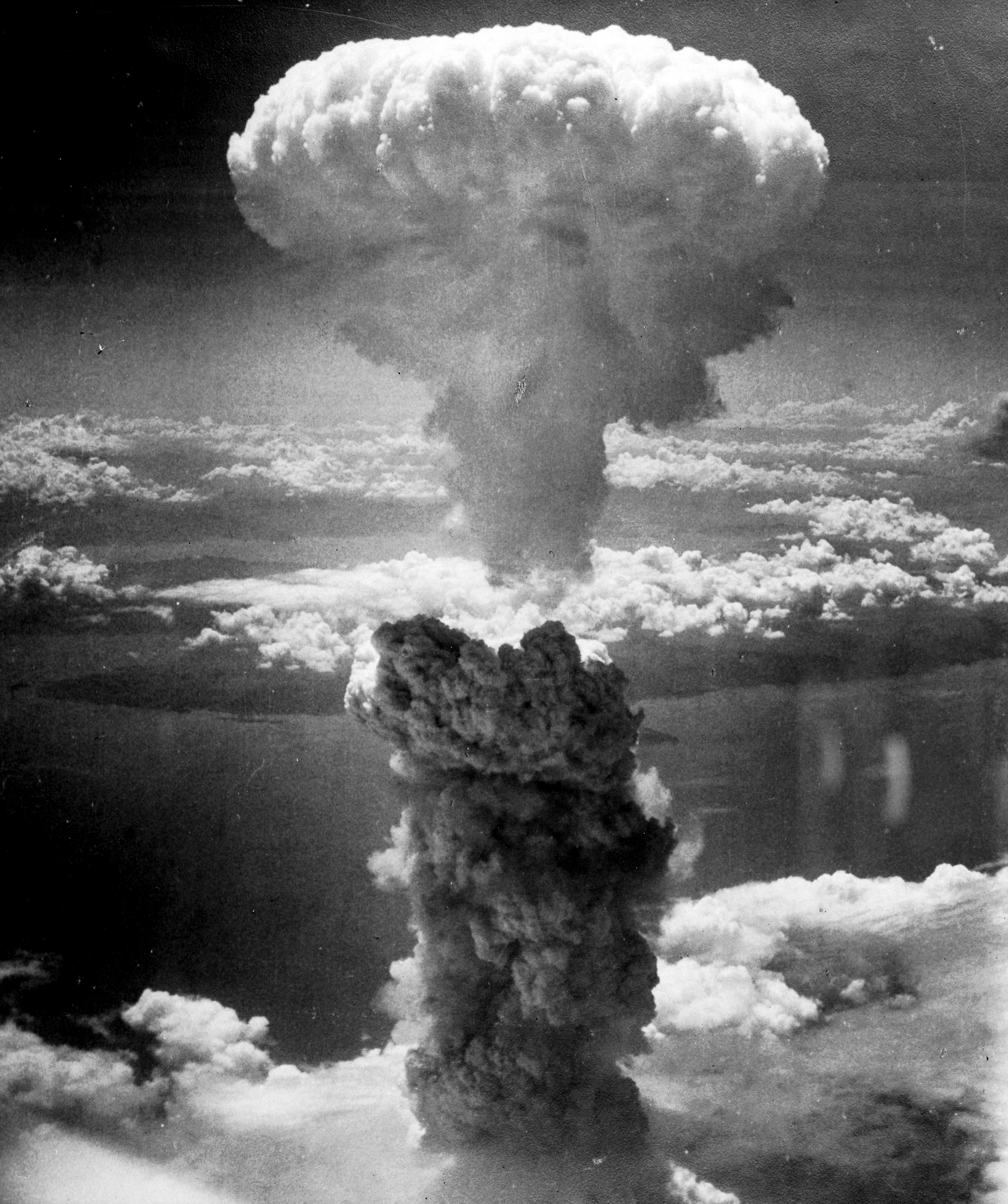
Núvol en forma de bolet de l'explosió atòmica de Nagasaki, a les 11:02 del 9 d'agost de 1945

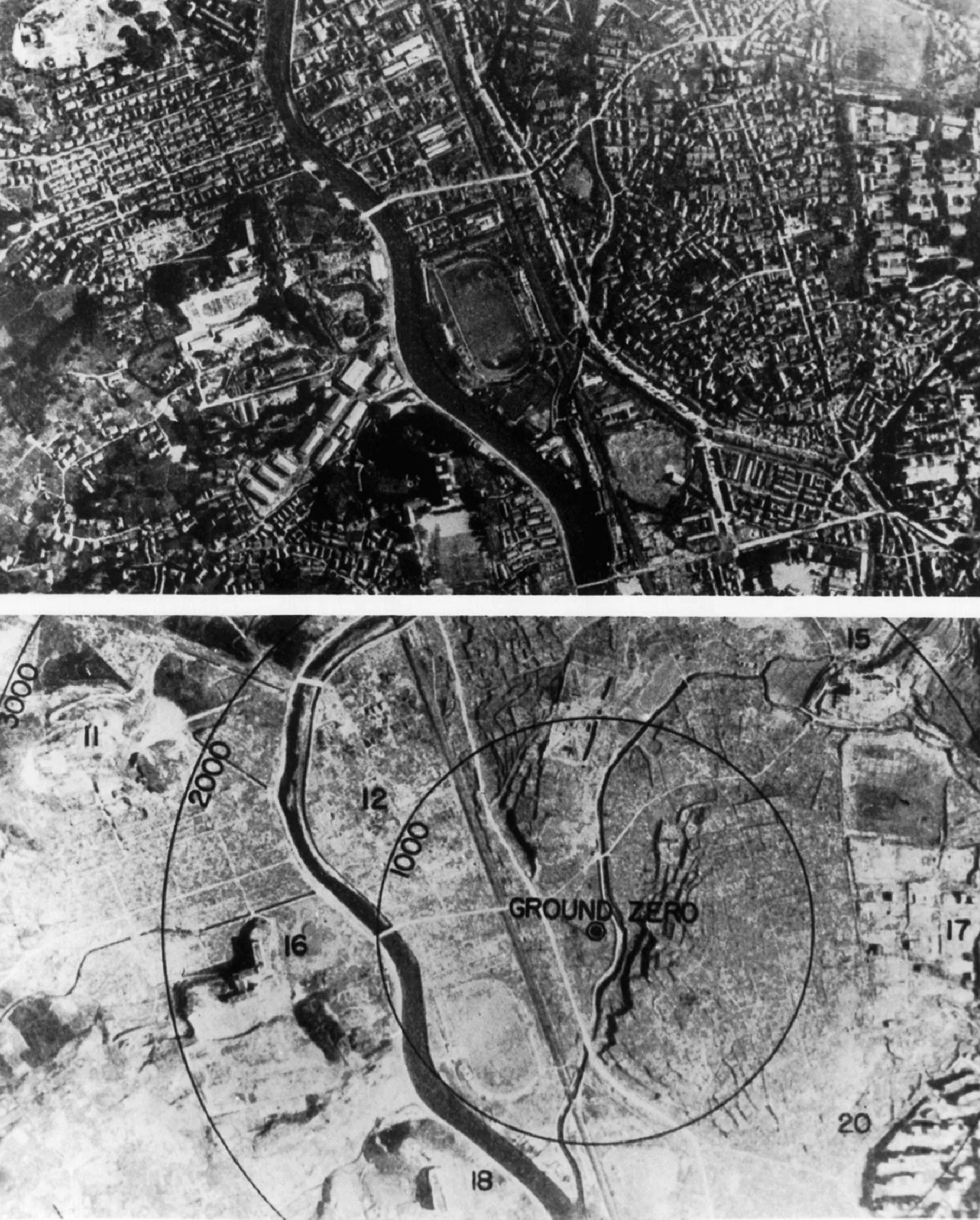
Nagasaki, abans i després de l'atac

El 9 d'agost de 1945 es va llençar sobre la ciutat la segona bomba atòmica utilitzada en un conflicte bèl·lic. El bombarder "Bockstar", a la recerca de drassanes, es trobà amb la fàbrica d'armes de Mitsubishi, sobre la qual deixà caure la bomba, anomenada Fat Man, més poderosa que la d'Hiroshima.
Nagasaki era el quart blanc alternatiu per llençar aquesta bomba. La primera era Niigata, on la pluja va fer impossible llençar-hi la bomba, la segona Kokura, on aquell dia hi havia boira espessa i no es podia ubicar, la tercera Hiroshima (ja bombardejada el dia 6 d'agost), i la quarta, inicialment era Kyoto però va ser descartada el 25 de juliol i al seu lloc es va triar Nagasaki, on es decidí llençar la bomba perquè l'avió que la portava ja tenia poc combustible, després que un altre avió "Great Artist", actuant com a aeronau meteorològica, informà que hi havia una clariana entre els núvols que cobrien la ciutat. Quan l'avió que transportava la bomba (el "Bockstar") hi arribà, es trobà amb un cel tapat de núvols i només tenia combustible per sobrevolar la zona una vegada; s'havia de decidir llençar la bomba o tornar sense fer-ho. Finalment, es decidí llençar la bomba amb l'ajuda del radar, a les 11:02 del matí.

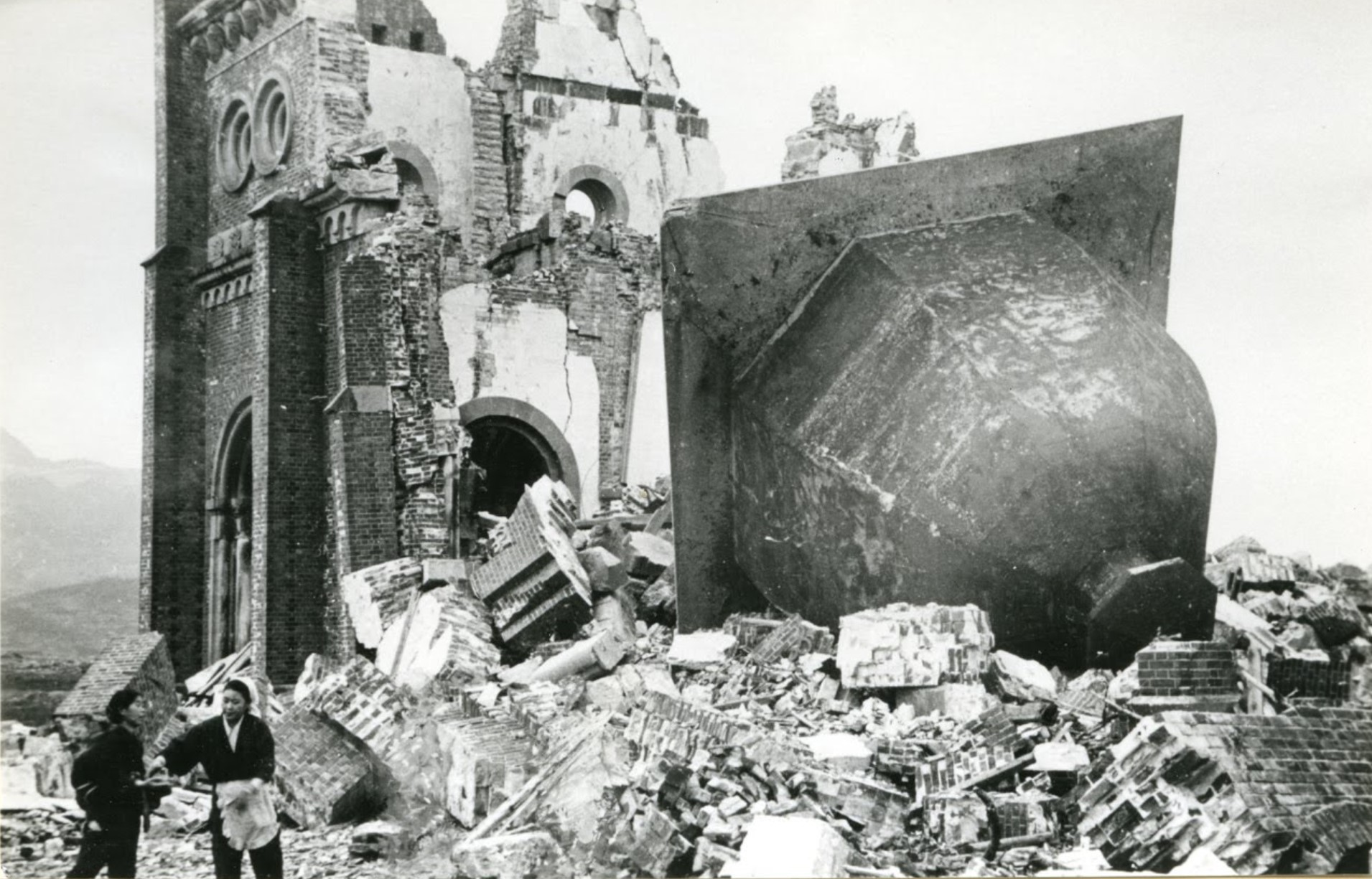
La catedral d'Urakami (Urakami Tenshudo),
Gen/1946

La part nord de la ciutat va ser totalment destruïda i s'estima que aproximadament dels 240.000 habitants que tenia la ciutat en aquell època, 36.000 persones van morir en l'atac, entre ells un estimat de 29.778 personal estratègics (27.778 treballadors japonesos, 2.000 treballadors esclaus coreans i 150 soldats japonesos).
El fet que la ciutat estigui ubicada en un terreny molt muntanyós ajudà a delimitar els efectes de l'ona expansiva de l'explosió, tot i que això no impedí que la ciutat patís un horror i caos similar al viscut a Hiroshima.
La ciutat no va ser inspeccionada per l'exèrcit fins al cap d'una setmana, quan ja era poca cosa més que un cementiri d'ossos, a causa de la gran estupefacció que patiren els militars japonesos.
Els habitants que pogueren sobreviure a l'atac, hagueren d'assistir a l'onada de ferits, en la seva gran majoria greus.
Al cap de 5 dies de l'atac sobre Nagasaki, el Japó es rendí incondicionalment.
La ciutat va ser reconstruïda després de la guerra, tot i que dramàticament canviada. Nous temples i esglésies es construïren i la presència cristiana no només no desaparegué, sinó que augmentà després de la guerra. Algunes de les restes de la destrucció s'han deixat com a memorials, i també s'han construït monuments i un Museu de la Bomba Atòmica.
Nagasaki continua sent uns dels ports més importants del Japó, amb una indústria de pesca important.

## Administració

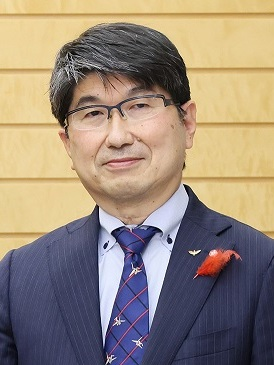
L'alcalde Tomihisa Taue (2020)

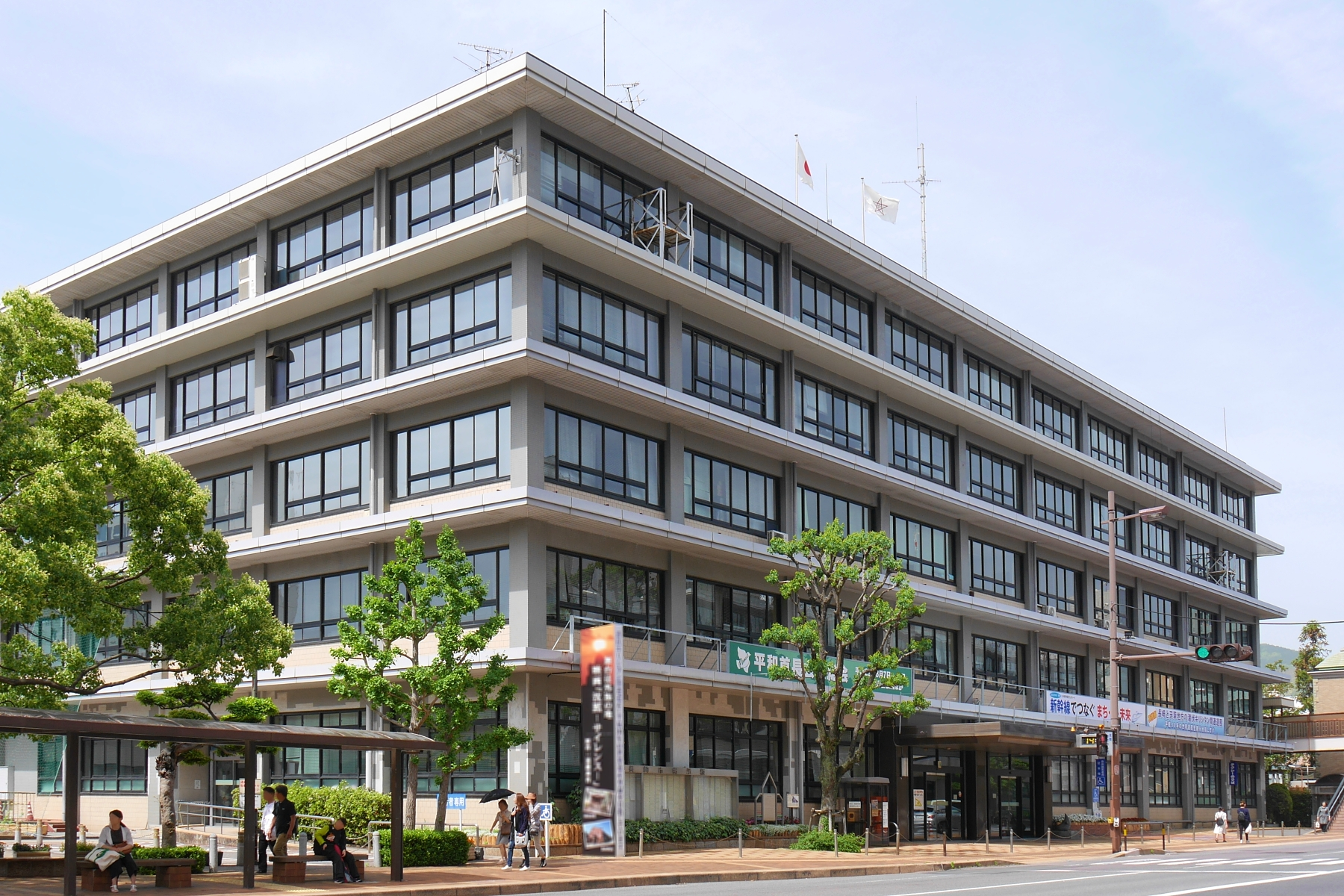
Ajuntament de Nagasaki

### Alcaldes
| Alcalde            | Inici del mandat | Fi del mandat | Partit | Partit |
| Hiroshi Ōhashi     | IV-1947          | IV-1951       |        | Ind    |
| Tsutomu Tagawa     | IV-1951          | V-1967        |        | Ind    |
| Yoshitake Morotani | 2-V-1967         | 1-V-1979      |        | Ind    |
| Hitoshi Motoshima  | 2-V-1979         | 1-V-1995      |        | Ind    |
| Itchō Itō          | 2-V-1995         | 18-IV-2007    |        | Ind    |
| Tomihisa Taue      | 22-IV-2007       |               |        | Ind    |

### Consell
| Consell Municipal de Nagasaki (2019-2023) | Consell Municipal de Nagasaki (2019-2023) | Consell Municipal de Nagasaki (2019-2023) | Consell Municipal de Nagasaki (2019-2023) |
| P: Yoshiaki Fukahori (PLD)                | P: Yoshiaki Fukahori (PLD)                | V: Ryōji Taketsugu                        | V: Ryōji Taketsugu                        |
| Grups polítics                            | Grups polítics                            | Grups polítics                            | Regidors                                  |
| ----------------------------------------- | ----------------------------------------- | ----------------------------------------- | ----------------------------------------- |
|                                           | Independents                              | Ind                                       | 16 / 40                                   |
|                                           | Partit Liberal Democràtic                 | PLD                                       | 7 / 40                                    |
|                                           | Kōmeitō                                   | KMT                                       | 6 / 40                                    |
|                                           | Partit Democràtic Popular                 | PDP                                       | 5 / 40                                    |
|                                           | Partit Comunista del Japó                 | PCJ                                       | 3 / 40                                    |
|                                           | Partit Socialdemòcrata                    | PSD                                       | 2 / 40                                    |
|                                           | Partit Democràtic Constitucional          | PDC                                       | 1 / 40                                    |

## Demografia
| 1920    | 1930    | 1940    | 1950    | 1960    | 1970    | 1980    |
| ------- | ------- | ------- | ------- | ------- | ------- | ------- |
| n/a     | n/a     | n/a     | n/a     | 467.835 | 495.445 | 502.799 |
| 1990    | 2000    | 2010    | 2020    | 2030    | 2040    | 2050    |
| 494.032 | 470.135 | 443.469 | 410.445 | -       | -       | -       |

## Transport

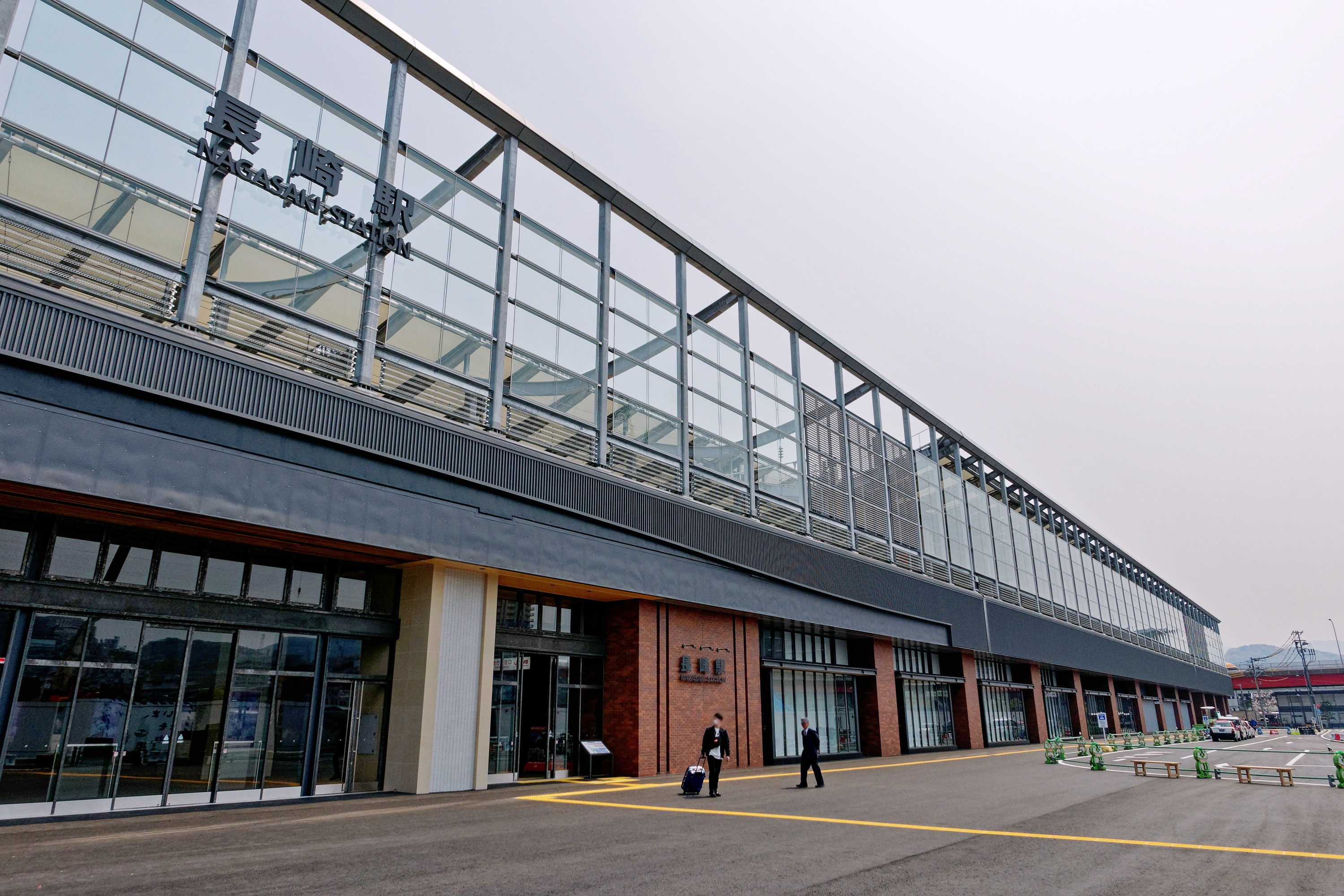
Estació de Nagasaki (2020)

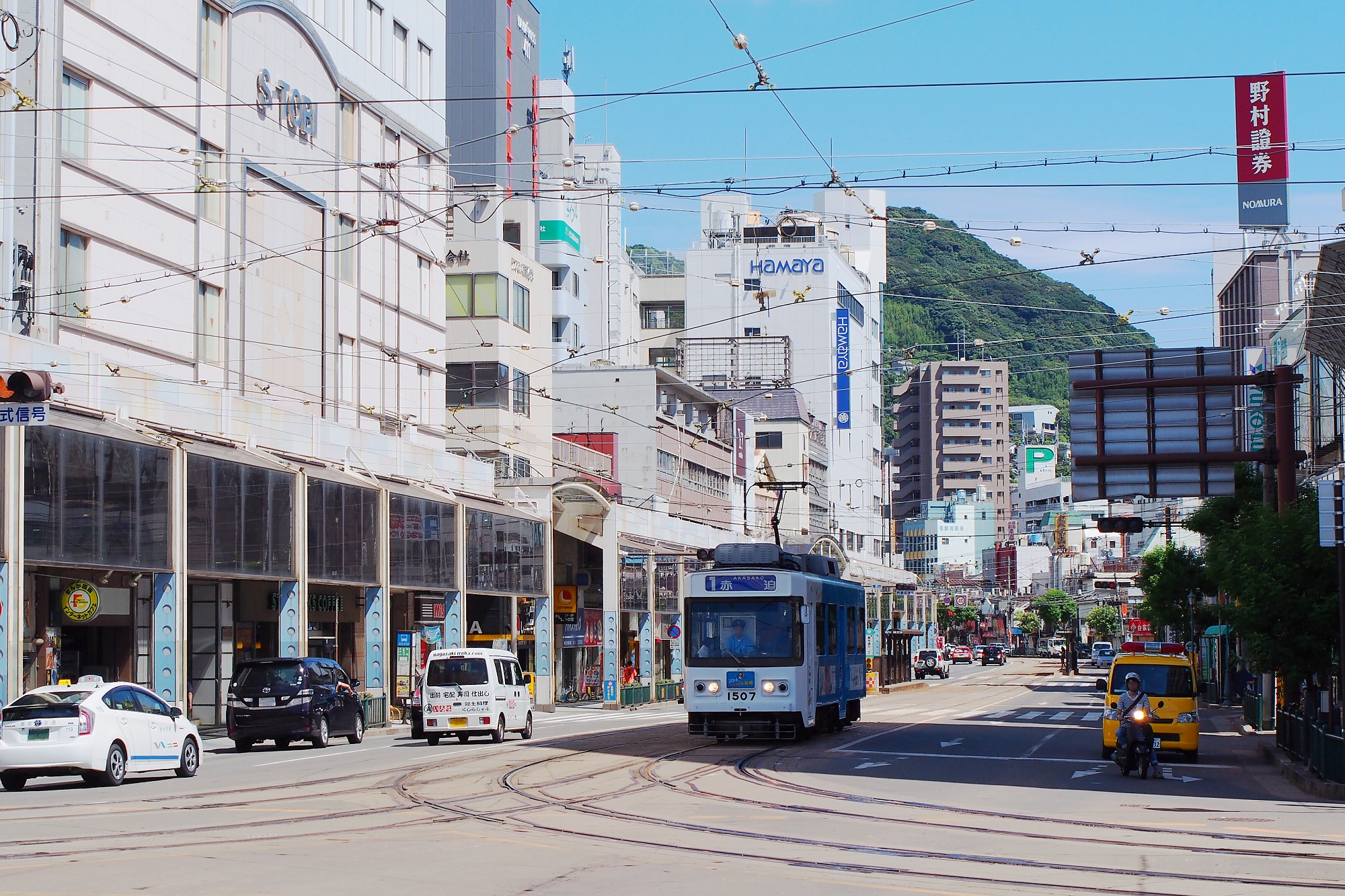
Carrer de Harusame, al centre

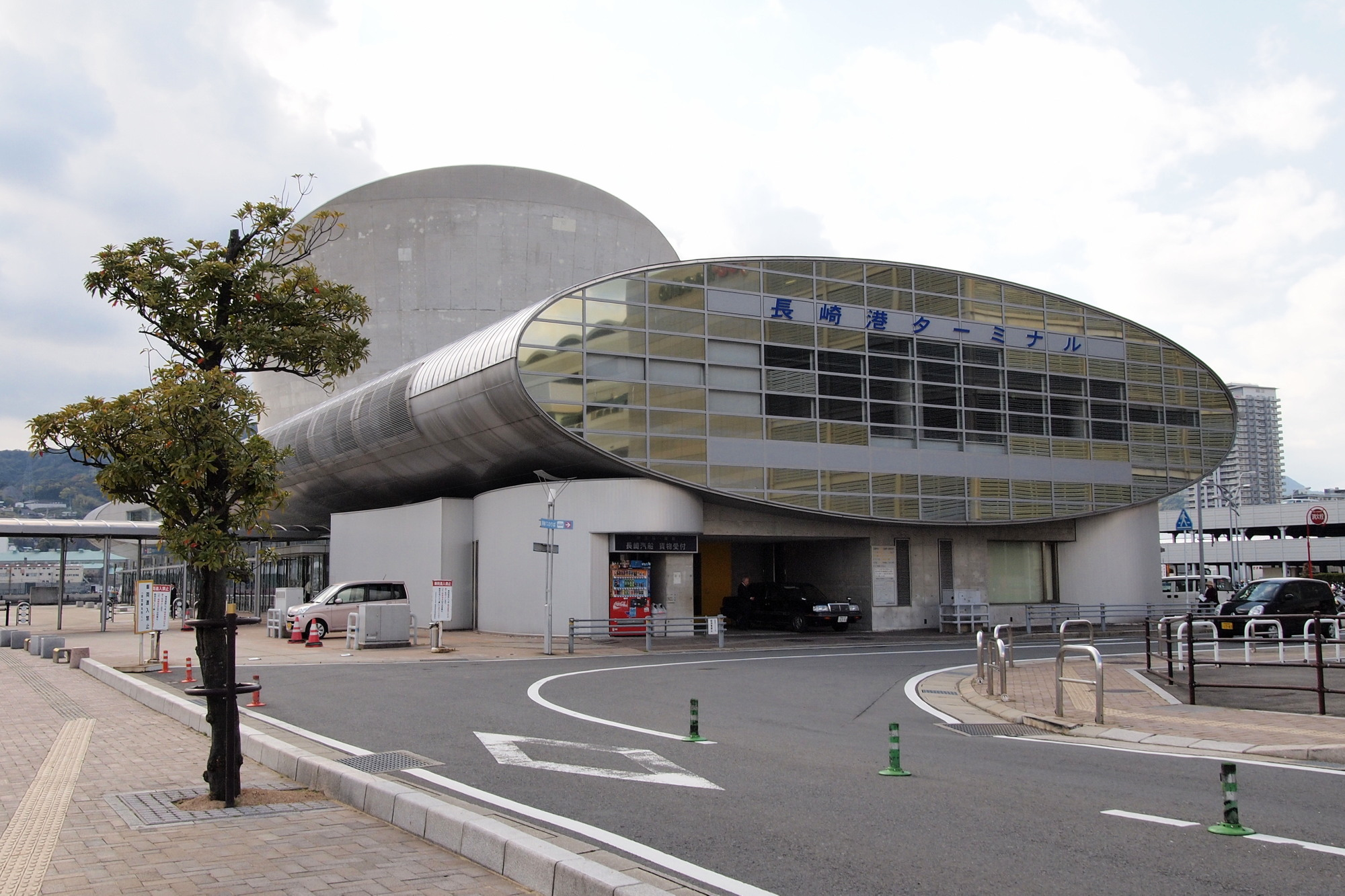
Terminal del port de Nagasaki

### Ferrocarril
- Companyia de Ferrocarrils de Kyūshū (JR Kyūshū)
  - Hizen-Koga - Michinoo - Nagasaki - Nishi-Urakami - Urakami - Utsutsugawa
- Tramvia Elèctric de Nagasaki
  - Akasako - Sumiyoshi - Urakami-shako - Nagasaki-ekimae - Shinchi-Chūkagai - Nishi-Hamano-machi - Sōfuku-ji - Shimin-kaikan - Hotarujaya - Sakura-machi - Hamano-machi-Arcade - Ishibashi - Shōwamachi-dōri - Chitose-machi - Wakaba-machi - Nagasaki-Daigaku - Iwayabashi - Ōhashi - Heiwa-kōen - Genbaku-shiryōkan - Daigaku-Byōin - Mori-machi - Zenza-machi - Takara-machi - Yachiyo-machi - Gotō-machi - Ōhato - Dejima - Kankō-dōri - Shianbashi - Medical Center - Ōura-kaigan-dōri - Ōura-Tenshu-Dō - Meganebashi - Suwa-jinja - Shin-Daiku-machi - Shin-Nakagawa-machi

### Carretera
- Autopista de Nagasaki
- N-34 - N-57 - N-202 - N-206 - N-251 - N-324 - N-499
- NS-28 - NS-29 - NS-33 - NS-34 - NS-45 - NS-51 - NS-57 - NS-111 - NS-112 - NS-113 - NS-115 - NS-116 - NS-118 - NS-185 - NS-204 - NS-216 - NS-224 - NS-229 - NS-235 - NS-236 - NS-237 - NS-242 - NS-250 - NS-251 - NS-300

### Marítim
- Port de Nagasaki
  - Gotō - Shin-Kami-Gotō - illa d'Iō - Takashima - "illa d'Hashima" - Pusan
- Port de Mogi
  - Reihoku
- Ports de Kōnoura i Ikeshima (Sotome)
  - Saikai - Matsushima - Ōshima - Sasebo

## Agermanaments
- Saint Paul, Minnesota, EUA. (1955)
- Santos, São Paulo, Brasil. (1972)
- Hiroshima, Hiroshima, Japó.[12] (1975)
- Porto, Porto, Portugal. (1978)
- Middelburg, Zelanda, Països Baixos. (1978)
- Leiden, Holanda del Sud, Països Baixos.[13]
- Fuzhou, Fujian, RPX. (1980)
- Aioi, Hyōgo, Japó. (2002)
- Vaux-sur-Aure, Calvados, França. (2005)